# محمد إبراهيم (لاعب كرة قدم)
محمد إبراهيم أبو اليزيد الشناوي (1 مارس 1992)، من مواليد مركز أبو المطامير في محافظة البحيرة، لاعب كرة قدم مصري يلعب لنادي البنك الأهلي

## المسيرة الاحترافية
بدأ مسيرته في نادي كروم جناكليس بمحافظة البحيرة، ثم انضم لناشئي نادي الزمالك، وتم تصعيده للفريق الأول (كلاعب تحت السن) عام 2009.

### مسيرته مع نادى الزمالك
تم تصعيده للفريق الأول عام 2009

## المسيرة الدولية

### منتخب مصر تحت 20 سنة
كان ضمن تشكيلة منتخب مصر لكرة القدم تحت 20 سنة في بطولة كأس العالم للشباب تحت 20 سنة 2011 والتي أقيمت في كولومبيا، وأحرز ثلاثة أهداف في مرمى منتخب النمسا.

## روابط خارجية
- محمد إبراهيم على موقع الاتحاد الدولي (مؤرشف)  (الإنجليزية)
- محمد إبراهيم على موقع قاعدة بيانات كرة القدم.إي يو (الإنجليزية)
- محمد إبراهيم على موقع Soccerway.com (الإنجليزية)
- محمد إبراهيم على موقع عالم كرة القدم.نت (الإنجليزية)
- محمد إبراهيم على موقع AS.com (الإسبانية)